# Mairie de Bucheon (métro de Séoul)
Mairie de Bucheon (en coréen : 부천시청역 et officiellement en anglais : Bucheon City Hall) est une station de passage de la ligne 7 du métro de Séoul. Elle est située sous la Giju-ro, au croisement avec la Seokcheon-ro, dans le quartier Jung-dong de la ville de Bucheon, à l'ouest de Séoul en Corée du Sud.
Ouverte en 2012, elle est desservie par les rames omnibus qui circulent sur la ligne 7 du métro de Séoul.

## Situation sur le réseau

Plan du réseau du métro de Séoul (2023)

La station souterraine Mairie de Bucheon est une station de passage de la ligne 7 du métro de Séoul : elle est située entre la station Sinjung-dong, en direction du terminus nord Jangam, et la station Sang-dong, en direction du terminus ouest Seongnam.

## Histoire
La station Mairie de Bucheon est mise en service le 27 octobre 2012, lors de l'ouverture à l'exploitation du prolongement ouest de la ligne 7 du métro de Séoul, de Onsu à  Mairie de Bupyeong-gu.

## Services aux voyageurs

### Accès et accueil
La station est située sous la Giju-ro, au croisement avec la Seokcheon-ro, elle dispose d'une station en sous-sol avec cinq bouches, numérotées de 1 à 5, en lien avec la surface. Comme toutes les stations de cette ligne, elle est équipée d'automates pour l'achat de titres de transport valables sur l'ensemble du réseau du métro de Séoul qui inclut le métro d'Incheon.

### Desserte
Mairie de Bucheon est desservie par les rames omnibus qui circulent sur la Ligne 7 du métro de Séoul. Elle dispose de deux voies encadrées par deux quais équipés de portes palières.

Installations
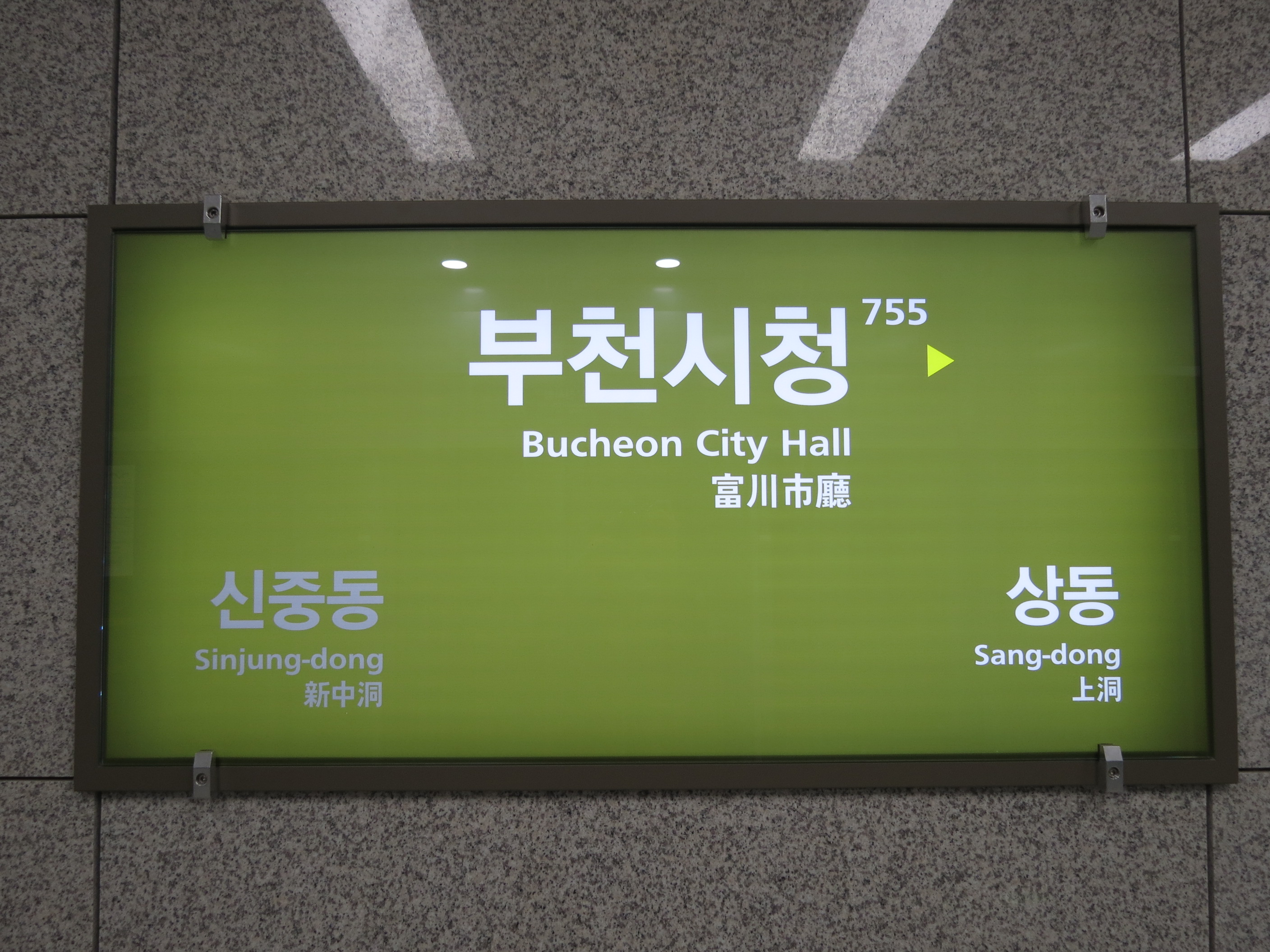
En 2012.
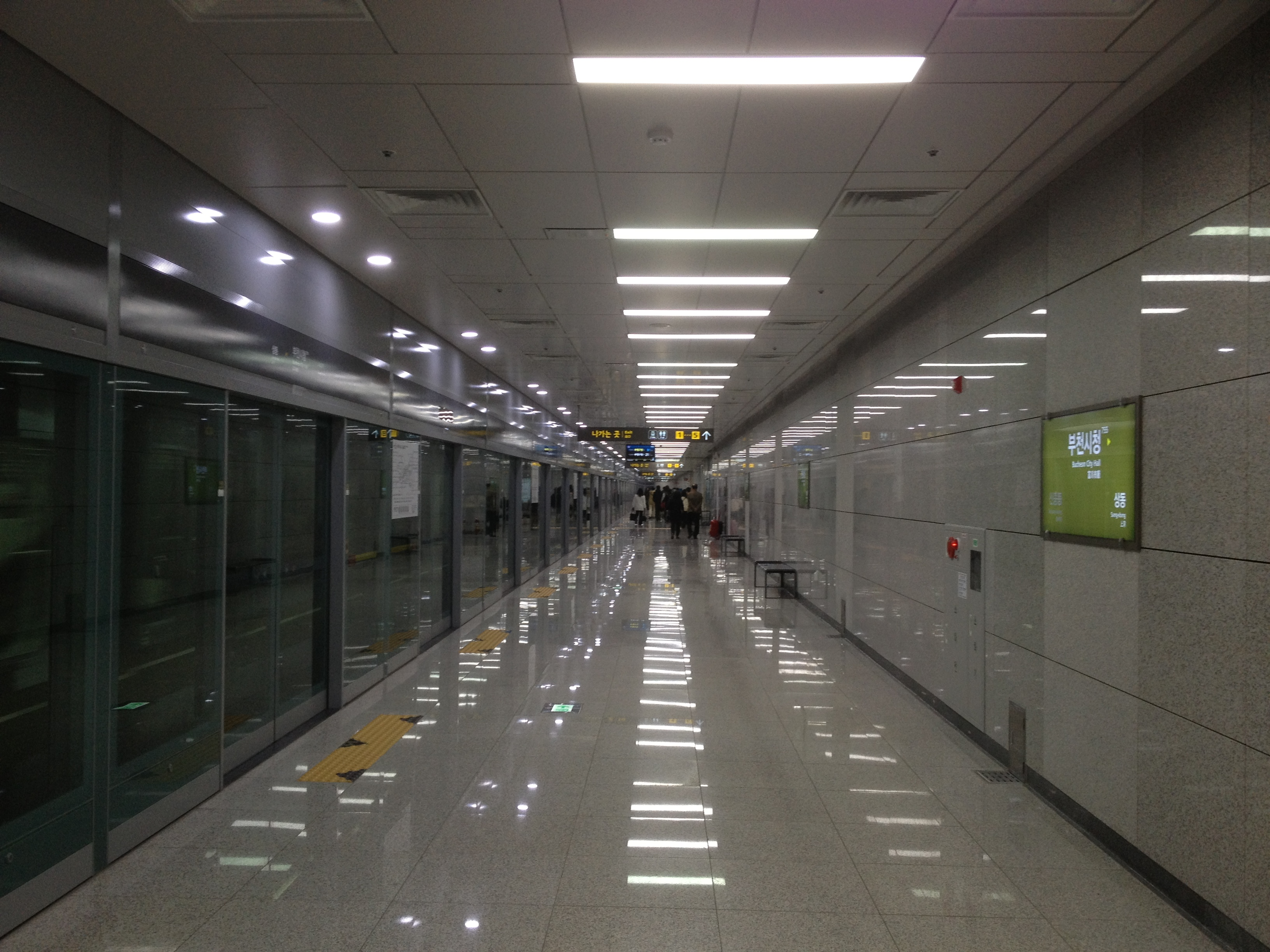
En 2012.

### Intermodalité
Des arrêts de bus sont établis à proximité des bouches de la station.

## À proximité
Elle dessert notamment : la mairie de Bucheon et le lycée des Arts de Gyeonggi.